# Monanthotaxis boivinii
Monanthotaxis boivinii är en kirimojaväxtart som först beskrevs av Henri Ernest Baillon, och fick sitt nu gällande namn av Bernard Verdcourt. Monanthotaxis boivinii ingår i släktet Monanthotaxis och familjen kirimojaväxter.

## Underarter
Arten delas in i följande underarter:
- M. b. boivinii
- M. b. brevipedicellata